# Holytsia
Holystia  (ucraniano: Голиця) es una localidad del Raión de Bolhrad en el Óblast de Odesa de Ucrania. Según el censo de 2001, tiene una población de 1506 habitantes.